# Lago Timiskaming

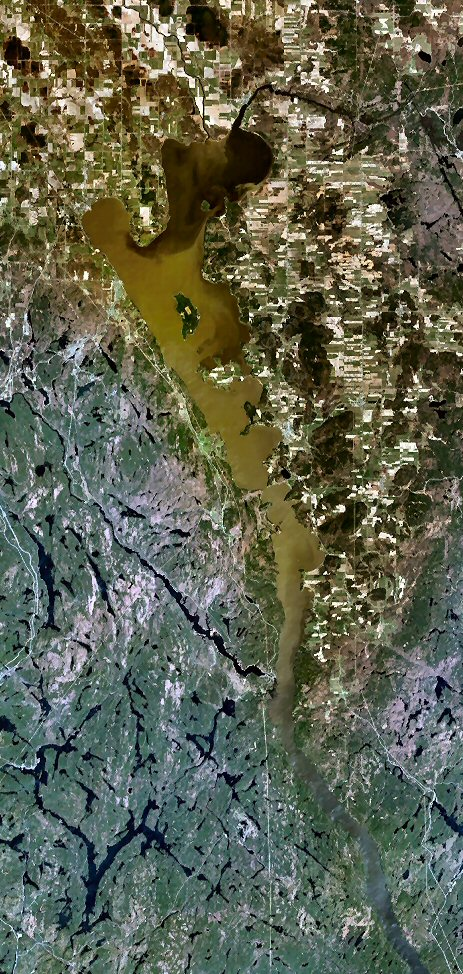
O lago Timiskaming.

O lago Timiskaming (em francês:  Lac Témiscamingue) é um enorme lago na fronteira entre as províncias de Ontário e Quebec, no Canadá. O lago, que está inserido na bacia do rio Ottawa, tem 110 km de comprimento e cobre uma área de 295 km². Há algumas ilhas no lago, como ilhas Mann e du Collège.